# Walny Stok
Walny Stok – część wsi Widuchowa w Polsce, położona w województwie świętokrzyskim, w powiecie buskim, w gminie Busko-Zdrój.
W latach 1975–1998 Walny Stok administracyjnie należał do województwa kieleckiego.